# 加斯东鸟科
加斯顿鸟科即冠恐鸟科，中文正名为加斯东鸟科，是一科史前鳥類。牠們生存於古新世至始新世，分佈地橫跨亞洲、歐洲及北美洲。牠們都是非常巨大及不會飛的鳥，就像是放大了的駝鳥，甚至可以與他們的祖先恐龍匹敵。一般认为牠們是杂食动物。
加斯顿鸟科長久被分類在鶴形目之下。鶴形目似乎是並系群，當中一些分支只生活在岡瓦那大陸而與鶴科、秧雞科等並非近親。其他的分支在美洲出現多樣化，而在史前也有在歐洲出現。
除了已知的屬外，加斯顿鸟科也有一些非確定的化石：
- 加斯顿鸟科屬種未定（Gastornithidae gen. et sp. indet.）：於德國瓦爾貝克發現，可追溯至古新世，有可能只是加斯顿鸟；
- Gasthornithidae gen. et sp. indet.（編號YPM PU 13258）：於美國發現[1]，有可能是加斯顿鸟Gastornis giganteus的幼體；[1]
- "Diatryma" cotei：於法國發現，屬於始新世中至晚期。[2]